# Citizen Cup 1994
Il  Citizen Cup 1994 è stato un torneo di tennis giocato sulla terra rossa. È stata la 10ª edizione del torneo, che fa parte della categoria Tier II nell'ambito del WTA Tour 1994. Si è giocato ad Amburgo in Germania dal 25 aprile al 1º maggio 1994.

## Campionesse

### Singolare
Arantxa Sánchez Vicario ha battuto in finale  Steffi Graf con il punteggio di 4–6, 7–6, 7–6

### Doppio
Jana Novotná /  Arantxa Sánchez Vicario hanno battuto in finale  Evgenija Manjukova /  Leila Meskhi con il punteggio di 6–3, 6–2